# Sphaerites nitidus
Sphaerites nitidus är en skalbaggsart som beskrevs av Ivan Löbl 1996. Sphaerites nitidus ingår i släktet Sphaerites och familjen savbaggar. Inga underarter finns listade i Catalogue of Life.